# Sinopoda okinawana
Sinopoda okinawana är en spindelart som beskrevs av Jäger och Ono 2000. Sinopoda okinawana ingår i släktet Sinopoda och familjen jättekrabbspindlar. Inga underarter finns listade i Catalogue of Life.